# Agios Floros
Das Dorf Agios Floros (griechisch Άγιος Φλώρος (m. sg.)) bildet gemeinsam mit Christofileika eine Ortsgemeinschaft im Nordwesten der Gemeinde Kalamata in der griechischen Region Peloponnes.

## Lage
Die Ortsgemeinschaft Agios Floros erstreckt sich im äußersten Nordwesten der Gemeinde Kalamata an der Grenze zur Gemeinde Ichalia über 8,330 km². Im Osten grenzt Bromovrysi und im Süden Arfara an. Durch das Dorf verläuft in Nord-Süd-Richtung die Ethniki Odos 7 und parallel westlich davon die A 7. Das Dorf Christofileika liegt knapp drei Kilometer nördlich an der Ethniki Odos 7.
Das Dorf Agios Floros liegt am Rand einer Hügelkette, die den westlichen Abschluss des Taygetos zur Messenischen Ebene hin bildet. Nordwestlich des Dorfes entspringt die Hauptquelle des Pamisos. Diese Quelle wird aus einem großen Karstbecken gespeist, das einen kontinuierlichen Zufluss während des ganzen Jahres sicherstellt und die bedeutendste der Messenischen Ebene ist. Die wasserreiche Quelle bildet ein ständiges Feuchtgebiet, an dessen Ostseite befinden sich die Überreste eines antiken Tempels, der dem Flussgott Pamisos geweiht war.

## Pamisos-Heiligtum
Der kleine dorische Antentempel wurde in den 1930er Jahren vom schwedischen Archäologen Natan Valmin ausgegraben und untersucht. Der Tempel war anhand zeitgenössischer Reiseberichte im 19. Jahrhundert noch gut erhalten, bis seine Steine vom Besitzer des Grundstückes zum Hausbau verwendet wurden, zudem verkaufte dieser auch einige Bronzeobjekte. Natan Valmin fand 1929 die teilweise unter Wasser liegenden Reste des Tempels vor. Im Herbst 1933 konnte er bei Niedrigwasser den Tempel ausgraben.
Innerhalb der Cella wurden zwei Inschriften gefunden, die dem Pamisos, bzw. Pameisos geweiht waren. Eine der Inschriften gehört zu einem Stierrelief. Nach Valmin dürfte dieser den Pamisos darstellen, da auf der Peloponnes und anderswo Flussgötter öfters tauromorph dargestellt wurden.
Der Tempel wurde über einer älteren Opfergrube errichtet, möglicherweise die damalige eingefasste Quelle des Flusses. In diese wurden Statuetten, Figürchen und Gefäße geopfert sowie Münzen, die vom 4. Jahrhundert v. Chr. bis ins 4. Jahrhundert n. Chr. datiert werden können.
Die ältesten Objekte, die beim Heiligtum gefunden wurden, stammen aus dem frühen 6. Jahrhundert. Dazu gehört eine 10 cm große Bronzestatuette, die den Herakles darstellt, der gegen die Hydra kämpft.
Zwei Bronzeplättchen mit der Darstellung männlicher Geschlechtsteile und zwei oder drei kleine Kouros-Statuetten mit Deformationen an den Beinen werden als Hinweis auf einen Heilkult gedeutet. Gemäß Pausanias wurden an den Quellen des Pamisos kleine Kinder geheilt. Derselbe Autor berichtet auch, dass das Heiligtum des Pamisos von König Sybotas gestiftet wurde und dass die Könige jedes Jahr dem Flussgott opferten. Anderweitig werden weder des Heiligtum noch der Flussgott in der antiken Literatur erwähnt.
Eine auf dem Markt erstandene Statuette eines Speerträgers trägt eine Inschrift, wonach diese von einem Pythodoros dem Flusse Pamisos geweiht wurde. Sie dürfte ursprünglich ebenfalls aus dem Heiligtum stammen.

## Neuzeit
Die 1912 gegründete Landgemeinde Agios Floros wurde nach der Gebietsreform 1997 in die Gemeinde Arfara eingemeindet. Diese wiederum ist mit der Verwaltungsreform 2010 in der Gemeinde Kalamata aufgegangen.
Einwohnerentwicklung von Agios Floros
| Name           | griechischer Name       | Code       | 1920 | 1928 | 1940 | 1951 | 1961 | 1971 | 1981 | 1991 | 2001 | 2011 |
| -------------- | ----------------------- | ---------- | ---- | ---- | ---- | ---- | ---- | ---- | ---- | ---- | ---- | ---- |
| Agios Floros   | Άγιος Φλώρος (m. sg.)   | 4401030201 | 491  | 444  | 530  | 459  | 366  | 256  | 265  | 241  | 253  | 195  |
| Christofileika | Χριστοφιλαίικα (n. pl.) | 4401030202 | 191  | 221  | 209  | 172  | 131  | 090  | 053  | 053  | 049  | 031  |
| Gesamt         | Gesamt                  | 44010302   | 592  | 665  | 739  | 631  | 497  | 346  | 318  | 294  | 302  | 226  |

## Natur
Das Feuchtgebiet von Agios Floros bietet bedeutende Lebensräume für eine reiche Fauna und Flora, darunter mehrere Fischarten. Der Strahlenflosser Tropidophoxinellus spartiaticus ist in der Internationalen und nationalen Roten Liste als gefährdet (VU – Vulnerable) eingestuft. Die Morgenländische Platane im Ortszentrum wurde 1985 als Naturdenkmal ausgewiesen.

## Quelle
- Pausanias, Reisen in Griechenland 4,3,10; 31,4; 34,1 f.